# Berula erecta
Berula erecta é uma espécie de planta com flor pertencente à família Apiaceae. 
A autoridade científica da espécie é (Huds.) Coville, tendo sido publicada em Contributions from the United States National Herbarium 4: 115. 1893.

## Portugal
Trata-se de uma espécie presente no território português, nomeadamente em Portugal Continental.
Em termos de naturalidade é nativa da região atrás indicada.

## Protecção
Não se encontra protegida por legislação portuguesa ou da Comunidade Europeia.